# Angie Ballard
Angie Ballard (6 de juny de 1982) és una atleta paralímpica australiana que competeix en esdeveniments d'esprint en cadira de rodes en la categoria T53. Es va quedar paraplègica als 7 anys a causa d'un accident automobilístic.
Va començar a competir en curses de cadires de rodes en 1994, i va representar a Austràlia per primera vegada a 1998. A quatre Jocs Paralímpics de 2000 a 2012, va guanyar tres medalles de plata i dos de bronze. El seu entrenador actual és Louise Sauvage i la seva companya d'entrenament és Madison de Rozari.
Ballard va realitzar beques d'atletisme a l'Institut Australià de l'Esport des de 1999 fins 2001, i en la Universitat de Sydney (mentre estudiava primer de comerç, i després psicología,) i també representa a l'Institut d'Esport de Nova Gal·les del Sud. Ha estat nomenada per diverses organitzacions com a ambaixadora esportiva, i actualment és membre de la junta de Wheelchair Sports NSW.
Va representar a Austràlia als Jocs Paralímpics d'estiu de 2016. Aquests van ser els seus cinquens Jocs Olímpics.

## Biografia
| « | At seven I was really angry and isolated. It was frightening. I wish I'd had someone to tell me it would get better, that life's not about the walking but about living your life. | A les set estava realment enfadada i aïllada. Va ser aterridor. Desitjava tenir algú que em digués que milloraria, que la vida no es tracta de caminar, sinó de viure la teva vida. | » |

Ballard va néixer el 6 de juny de 1982 a Canberra. Als set anys va quedar paraplègica (Lesió de la medul·la espinal T10) després d'un accident automobilístic, quan la seva mare va perdre el control de l'automòbil a causa de la fatiga. Després de l'accident, la seva hospitalització inicial i la seva rehabilitació van ser realitzades a Canberra durant tres mesos, entre persones amputades d'edat avançada. Va ser traslladada al Royal North Shore Hospital per continuar la seva rehabilitació, on va conèixer Christie Dawes, amb qui més tard correria en l'equip de relleus de 4x100 m als Jocs Paralímpics de Pequín 2008. A causa que el seu germà tenia espina bífida i ja havia cursat educació en el sistema regular, els seus pares van insistir que Angie continués, en lloc d'una específicament per a estudiants discapacitats. Va assistir a Lyneham Primary School i Lyneham High School a Canberra. La seva mestra d'educació física va ser una de les persones que primer la va animar a participar en esports en cadira de rodes. Després de la seva rehabilitació, va intentar nedar i jugar bàsquet en cadira de rodes. Les seves primeres experiències en curses a l'edat de 12 anys van resultar en butllofes i mal de coll, però l'atletisme en cadira de rodes aviat es va convertir en la seva passió. Als 14 anys, després del tractament per a l'escoliosi, Ballard no va poder participar en l'esport durant un any.
Li van oferir una beca amb l'ACT Academy of Sport, i després va obtenir una beca d'atletisme de l'Institut Australià de l'Esport a Canberra de 1999 a 2001. Al 2002, es va mudar a Sídney per assistir a la universitat amb una beca esportiva, inicialment estudiant comerç. Al 2011 vivia en Liberty Grove, Nova Gal·les del Sud, i assistia a la Universitat de Sydney estudiant per a una llicenciatura en Psicologia,; amb la intenció d'exercir com a psicòloga. Es va graduar i va rebre un Premi Alumne a 2014.

## Cursa esportiva
| « | People think because you end up in a chair that is it; but it is not. It's human nature, plain and simple, to better yourself; my sport has helped me get over the fact that I will never walk again. People all face and overcome different sorts of pitfalls in life. Sport has opened up a lot of opportunities for me; I meet a lot of different people, travel overseas a lot and have great things to look forward to. | La gent pensa perquè acabes en una cadira, això és tot; però no ho és. És la naturalesa humana, simple i planerament, millorar-te a tu mateix; el meu esport m'ha ajudat a superar que mai no tornaré a caminar. Totes les persones afronten i superen diferents tipus de dificultats a la vida. L'esport m'ha obert moltes oportunitats; conec a moltes persones diferents, viatjo molt a l'estranger i tinc grans coses que esperar. | » |

Ballard és una atleta de cursa en cadira de rodes, competint principalment en els esdeveniments d'esprint de la categoria T53. En comparació amb els atletes T54, ella usa menys els 'seus' músculs abdominals, el que significa que no pot aixecar-se tant en la seva cadira de rodes per obtenir el millor angle per impulsar-se cap endavant.
Ballard va ingressar per primera vegada en curses competitives de cadires de rodes en 1994, a l'edat de dotze anys. La seva primera cadira de rodes de curses va ser comprada de segona mà. Al 1997, va començar a prendre l'esport més seriosament, i va començar a establir rècords en atletisme australià per a la seva classificació. Un any més tard, va representar el seu país a l'escenari internacional. Per a l'any 2000, tenia registres nacionals en curses de 100 m i 200 m T53.
Des de 2002 va obtenir una beca esportiva a la Universitat de Sídney, on va ser entrenada per Andrew Dawes (cònjuge de Christie Dawes). En aquest moment, Dawes també va entrenar a Louise Sauvage, i de vegades les dues entrenarien plegades. Sauvage es va retirar de l'atletisme competitiu en cadira de rodes després dels Jocs de 2004 i es va convertir en l'entrenadora de Ballard. A 2012 el seu company d'entrenament va ser Madison de Rozari.4

### Paralímpics

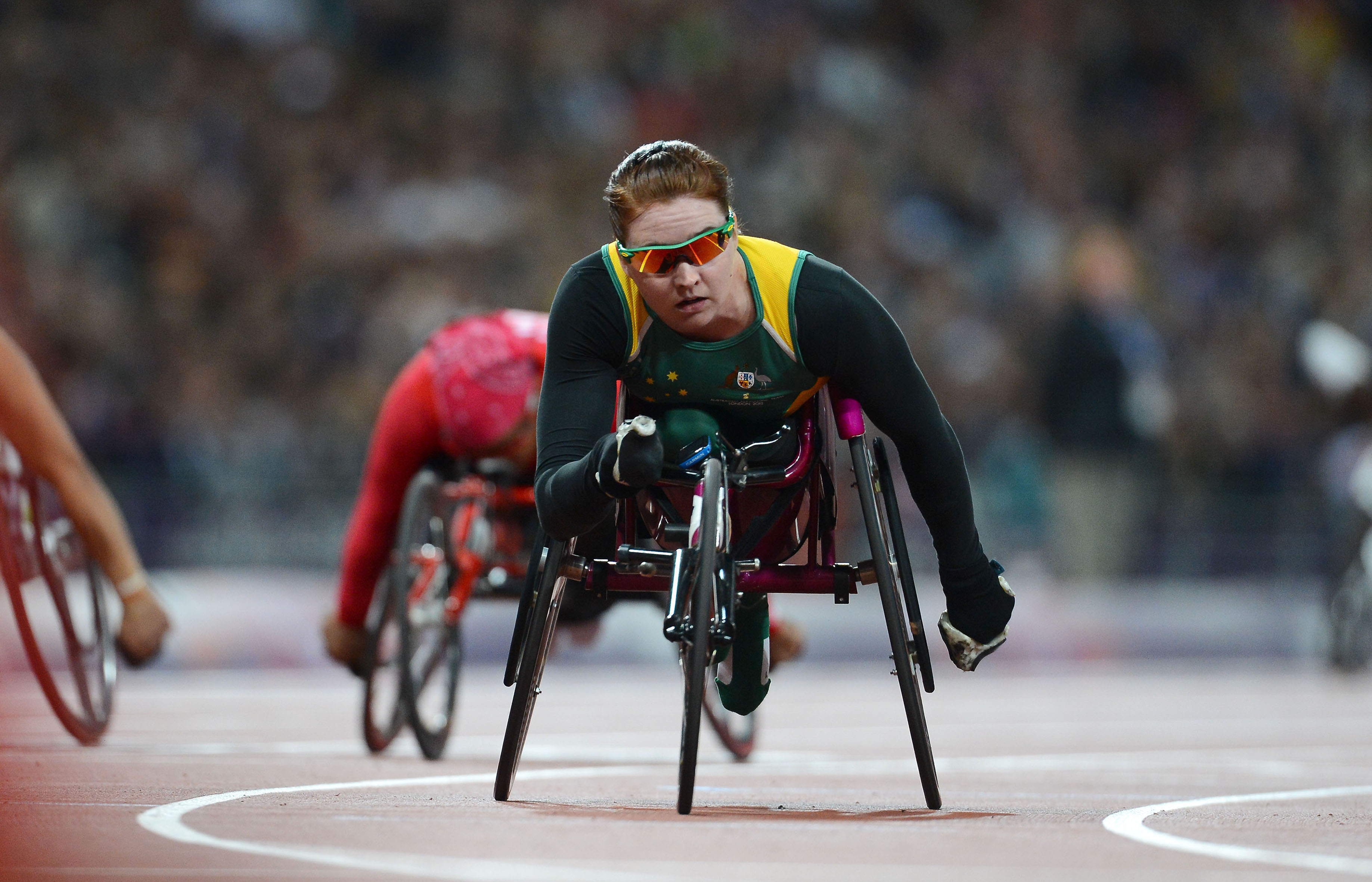
Ballard als Jocs Paralímpics d'estiu de 2012 a Londres.

Ballard va competir en Sídney als Jocs Paralímpics d'estiu de 2000, però no va guanyar cap medalla, quedant quarta en els 100 m i 200 m; també va ser portadora de la torxa, i va aparèixer a la secció d'entreteniment de la cerimònia d'obertura, on va envoltar la pista de 12,3 metres (40,4 peus) a l'aire, suspesa per un dirigible i àngels gegants inflats. En preparació per als Jocs Paralímpics de 2004 a Atenes, Ballard va entrenar sis dies a la semana, en 11 sessions. El seu entrenament va incloure anar al Parc Centenari i entrenar en els seus pujols. També va incloure el treball en pista dos cops per setmana i fer entrenament amb pesos al menys tres cops per setmana. Aquest programa d'entrenament va causar algunes lesions, pel que va reduir la freqüència d'entrenament per als Jocs posteriors.

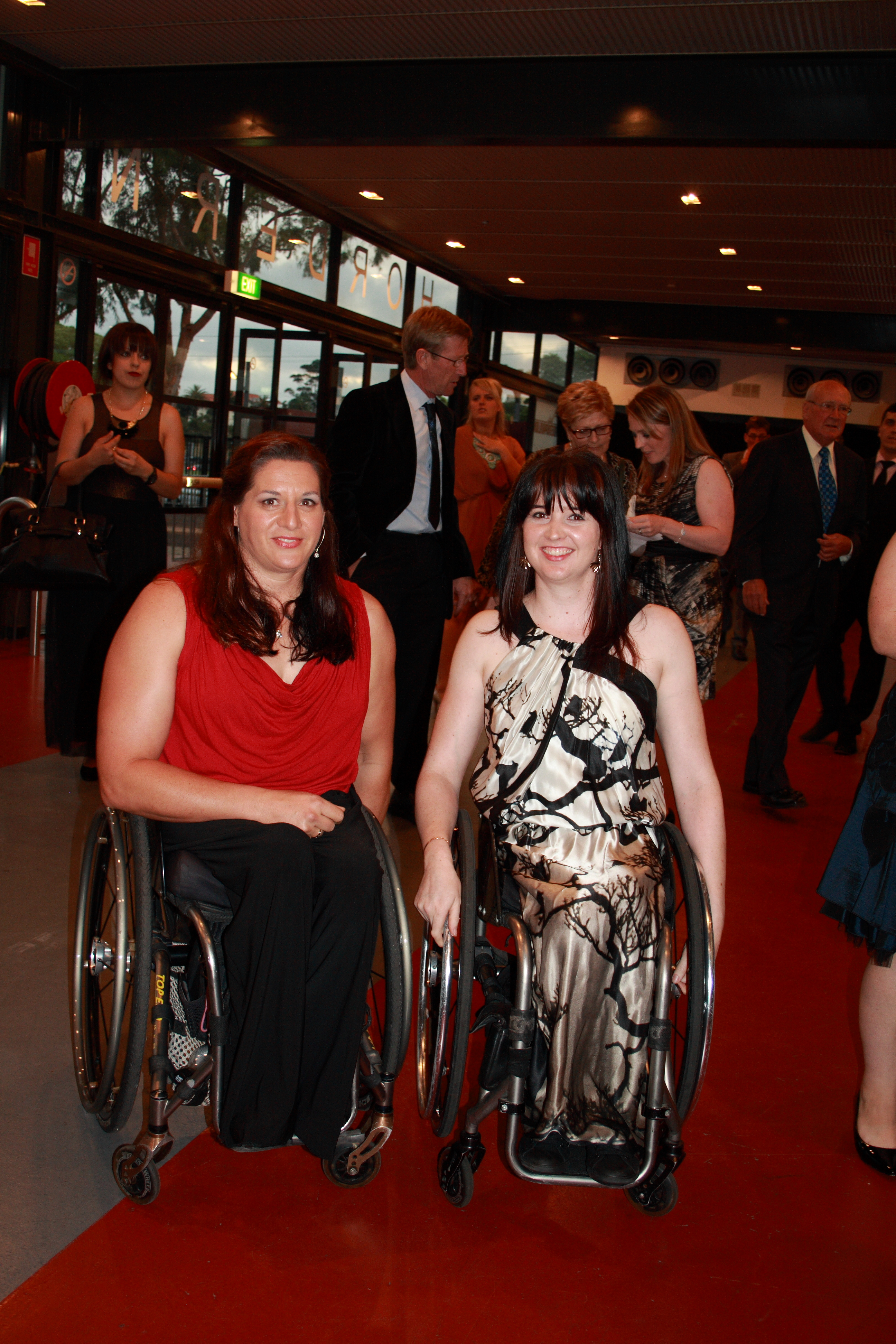
Louise Sauvage (esquerra) y Ballard a la cerimònia de lliurament dels premis paralímpics australians de l'any 2012.

Justament abans dels Jocs de 2004, va competir en un esdeveniment d'escalfament a Suïssa i va establir rècords australians en les proves de 100 m, 400 m i 800 m. En els jocs de 2004, va guanyar una medalla de bronze en la prova dels 100 m i categoria T53, al darrere de Tanni Gray-Thompson i Francesca Porcellato. El seu objectiu per als Jocs Paralímpics de 2008 va ser establir la seva millor marca personal, però també tenia els ulls posats en una medalla. Va prendre l'any de la seva llicenciatura en psicologia per entrenar sis cops per setmana. En els jocs de 2008, juntament amb les seves companyes d'equip Christie Dawes, Madison de Rozari i Jemima Moore, va aconseguir el seu millor resultat paralímpic, guanyant una medalla de plata darrere el rècord mundial de la Xina en la prova de relleus 4x100 m T53/54. En els esdeveniments individuals, va acabar cinquena en el femení de 100 m T53 (una cursa guanyada en temps rècord mundial per Huang Lisha), sisena en el femení de 200 m T53 (també guanyat en un temps rècord mundial per Huang), sisena en la prova femenina de 400 m T53, i líder final de 800 m, finalment va acabar sisena. Després d'un parell de resultats de competència per sota la mitjana el 2011, Ballard va fer grans canvis en la seva dieta, guants, tècnica, posició de cadira i règim d'entrenament. Va entrar als Jocs Paralímpics de 2012 celebrats a Londres ocupant el número u del món tant als 100 m i 200 m T53. En els jocs, Ballard va participar en les proves de classe T53 per 100 m, 200 m, 400 my 800 m. Va guanyar dues medalles de plata als 200 m i 400 m i una medalla de bronze als 100 m.
Als Jocs Paralímpics d'estiu de 2016, va guanyar dues medalles de bronze, una a la prova femenina de 100 m i una altra als 400 m, totes dues de la categoria T53.

### Campionats mundials

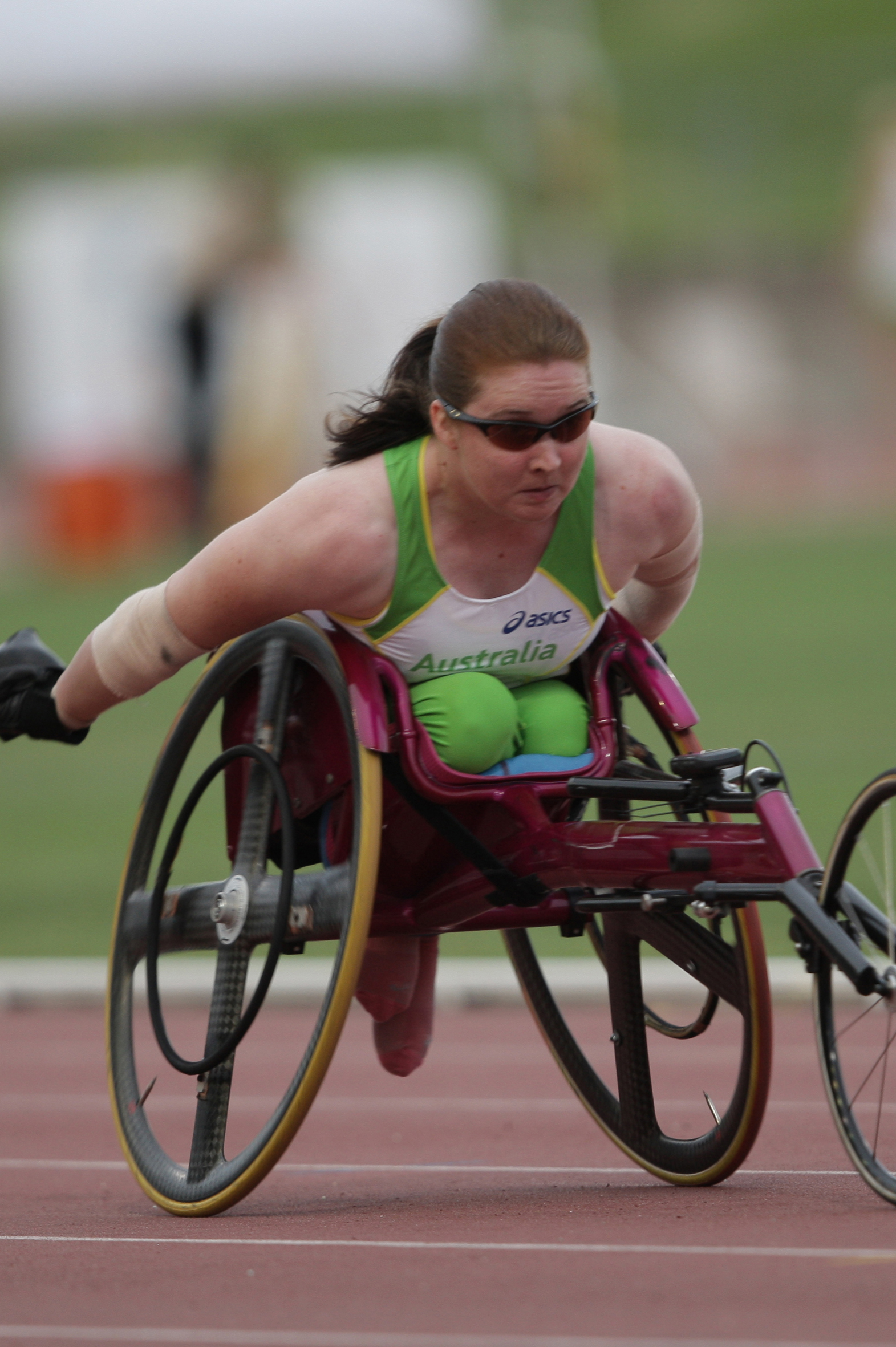
Angie Ballard competint en la reunió d'escalfament del Campionat Mundial 2011 a Sídney, gener de 2011.

L'agost de 1998, Ballard va competir als Campionats Mundials del Comitè Paralímpic Internacional a Birmingham, Anglaterra, on va formar part de la medalla d'or de l'equip australià que va vèncer a les proves de relleus de 4x100 m i 4x400 m. Ambdues victòries en relleus van establir rècords mundials de llarga data. Al Campionat Mundial de 2002, va guanyar l'or en els 100 m. Al Campionat Mundial d'Atletisme IPC 2013 a Lió, França, va guanyar medalles de plata en les proves femenines T53 de 100 m, 200 m i 800 m i una medalla de bronze als 400 m T53.
Al Campionat Mundial d'Atletisme IPC 2015 a Doha, Ballard va guanyar medalles d'or en el T53 200 m femení en un temps rècord del campionat de 29.33 i el T53 400 m femení. Després de guanyar els 400 m, Ballard va dir: "Aquest és el que volia. Estava tan nerviosa en entrar, que tractes de dir-te a tu mateixa que tan pitjor com pot passar és perdre i començar de nou demà, però la realitat és que això és molt important. Estava tan espantada abans de la cursa, potser em va donar l'adrenalina per fer-ho. He treballat molt dur per això durant tant de temps." També va guanyar una medalla de bronze a la prova de 800 m T54 darrere el medallista d'or Madison de Rozari.
Al Campionat Mundial d'Atletisme Paralímpic 2017 a Londres (Anglaterra) va guanyar les medalles de plata a les proves de la classe T53 de 100 m i 200 m i va acabar quarta al T53 de 400 m i sisena al T53 de 800 m.

### Copa Mundial
A la Copa Mundial Paralímpica inaugural a Manchester en 2005, Ballard va ocupar el tercer lloc a la prova femenina de 100 m T53.43

### Jocs de la Commonwealth
Als Jocs de la Commonwealth de 2006 a Melbourne, va acabar sisena en 800 m T54. Va guanyar la medalla d'or al 1500 m als Jocs de la Commonwealth 2014 a Glasgow. Als Jocs de la Commonwealth de 2018 a Gold Coast (Austràlia), va guanyar la medalla de plata als 1500 m que va acabar al darrere de Madison de Rozari.

### Títols australians
Ballard va guanyar els 100 m en cadira de rodes obert femení els anys 1998, 2001, 2002, 2004, 2005 i 2008, i va acabar en segon lloc el 2000, 2003, 2010 i 2011. A l'esdeveniment de 200 m, va l 2000 i 2005 i bronze en 2006. Als 400 m, va guanyar l'or el 1999, 2000, 2001, 2005, 2008 i 2010, plata el 2004 i bronze el 2002 i el 2006. Als 800 m, va guanyar or el 1999 i el 2001, plata el 2000 i el 2005, i bronze en 2002 i el 2004. Als 1500 m, va guanyar l'or el 2005 i el 2010.
Al 1999, va competir en els Júniors d'Austràlia en cadira de rodes. Va guanyar cinc medalles d'or en aquests jocs i va ser nomenada l'atleta femenina dels jocs.
Ballard va guanyar un or i una plata al Sydney Track Classic 2011. En la competència de 2012, Ballard va establir rècords personals i rècords d'Oceania per als 100 m (en un temps de 17.27 s), 200 m (30.12 s) y 400 m (56.89 s).

### Esdeveniments de llarga distància
Ballard també de vegades competeix en esdeveniments de llarga distància, en els que les classificacions de discapacitat en general es combinen, per la qual cosa competeix contra atletes de la classificació T54 més alta. Va representar a Austràlia en les proves de 800 m (T54) als Jocs de la Commonwealth de 2006, quedant sisena en la final.52 Als Jocs de la Commonwealth de Glasgow 2014, va guanyar una medalla d'or al 1500 m T54. També va córrer i va ajudar a organitzar, els 10 km Oz Day en cadires de rodes, assolint la segona posició el 1999, i tercera a 2005, i el 2012. Al 1998, juntament amb Louise Sauvage, Christie Skelton i Holly Ladmore, va completar un 845 quilòmetres (525,1 mi) en relleus des de Byron Bay a Bondi Beach, que va recaptar $200,000 per a atletes discapacitats.

### Rècords mundials
- 29 de maig de 2015 al Gran Premi d'Atletisme de l'IPC a Nottwil, Suïssa: rècord mundial femení de 400 m T53 amb un temps de 54.73 segons.[52]
- El 4 de juny de 2015 el Comité Paralímpic Internacional va sancionar Daniela Jutzeler Memorial Para-athletics Meet, Arbon (Turgòvia), Suïssa: rècord mundial femení de 400m T53 amb un temps de 54.70.[53][54]
- El 4 de juny de 2015 l'IPC va sancionar Daniela Jutzeler Memorial Para-athletics Meet, Arbon, Suïssa: rècord mundial femení de 800m T53 amb un temps d'1:47.[54]
- 5 de juny de 2016 a Indy Invitational Meet a Indianàpolis, Estats Units - rècord mundial femení de 400m T53 amb un temps de 54.69.[55]

## Advocacia i patrocini
Ballard ha estat nomenada ambaixadora o defensora per diverses organitzacions interessades en persones amb discapacitat, esport, salut o exercici. Al 2000, va ser seleccionada per a l'Equip MAA (Autoritat d'Accidents de Motor), per discutir els accidents en carretera amb altres joves. Al 2005, va ser nomenada ambaixadora d'Ajut Tècnic per a Discapacitats. Va ajudar a reclutar voluntaris, va assistir a esdeveniments per recaptar fons, va posar per a fotografies i els va mostrar la seva medalla. Més tard, aquest mateix any, també va visitar pacients al Westmead Children's Hospital junt amb diverses celebritats per ajudar-los a celebrar el Nadal.; Al 2007, Ballard va ser escollida ambaixadora del Dia de Caminar al Treball. és en el consell de l'Associació d'Esports en Cadira de Rodes de Nova Gal·les del Sud.
Juntament amb altres atletes afiliats a la universitat, Ballard va assistir a una conferència de premsa per oposar-se a la introducció del sindicalisme voluntari estudiantí.

## Reconeixement
- 1999 - ACT Academy of Sport Athlete of the Year in the Disabled Category.[13]
- 2013 i 2014 - Atletisme Austràlia Per Atleta Femenina de l'Any[63][64]
- Octubre de 2014: un acabat de graduar de la Universitat de Sydney li va atorgar la Medalla de Graduat Nigel C Barker per TriomfEsportiu.[15]

## Referéncies
1. 1 2 3 4 5 6 7  «Angie Ballard» (en anglès).   Australian Paralympic Committee. [Consulta: 4 novembre 2011].
2. ↑  Clement-Meehan, Lindsay. «Straight eight has Fearnley eyeing Paralympic gold – National News – National – General» (en anglès).   Blacktown Sun, 27-01-2012. [Consulta: 26 febrer 2012].
3. 1 2 3 4 5 6 7 8  «Angie Ballard» (en anglès).   Motor Accidents Authority, 1998. Arxivat de l'original el 1999-10-08. [Consulta: 14 agost 2020].
4. 1 2  «Sydney University sends team of 17 to Athens Olympics» (en anglès).   The University of Sydney, 27-07-2004. [Consulta: 27 febrer 2012].
5. 1 2  «WS NSW Board» (en anglès).   Wheelchair Sports NSW. Arxivat de l'original el 19 de març de 2012. [Consulta: 27 febrer 2012].
6. ↑  «Australian Paralympic Athletics Team announced» (en anglès).   Australian Paralympic Committee News, 2 d'agost de 2016. [Consulta: 2 agost 2016].
7. 1 2 3 4 5 6 7  Huebner, Barbara «For Aussie Wheelchair Racer, a Home-Course Advantage». ING New York City Marathon Daily. Nyrrmedia.org, 31-10-2011 [Consulta: 26 febrer 2012].[Enllaç no actiu]
8. 1 2 3 4  Croker, Graham. «Sydney athletes selected for Athens» (en anglès).   University of Sydney, 12-03-2004.
9. 1 2 3 4 5 6  McGrath, Olivia. «Angie Ballard: Forging a partnership with legend Sauvage».  Australia:  Australian Broadcasting Corporation, 14-09-2008. [Consulta: 23 abril 2012].
10. ↑  «SEAL handbook – Sporting Excellence at Lyneham» (PDF) (en anglès) p. 7.   Lyneham High School, 2011. Arxivat de l'original el 17 de març 2012. [Consulta: 27 febrer 2012].
11. 1 2 3  «Broken back paves way to Paralympics» (en anglès).   Australian Sports Commission, 11-10-2000. Arxivat de l'original el 29 de març de 2011. [Consulta: 12 novembre 2011].
12. ↑  Habib, Rashell «Champion Angie in the fast lane» (en anglès). Inner West Courier, 18-01-2011, p. 23 [Consulta: 18 abril 2012]. Arxivat 31 de desembre 2012 at Archive.is «Còpia arxivada». Arxivat de l'original el 2012-12-31. [Consulta: 14 agost 2020].
13. 1 2  «Angie Ballard» (en anglès). Arxivat de l'original el 24 Febrer 2011. [Consulta: 23 gener 2016].
14. 1 2  «Beijing Olympian Angela Ballard» (en anglès).   Sydney Uni Sport & Fitness, 2008. Arxivat de l'original el 24 de febrer de 2011.
15. 1 2  «Alumni honoured at achievement awards» (en anglès).   The University of Sydney, 21-10-2014.
16. ↑   «Dawes dazed by career curve». Sports Coach. Australian Government – Australian Sports, 24, 2, 2001 [Consulta: 23 abril 2012].
17. 1 2 3  McDonald, Margie «Sauvage protege nails third place» (en anglès). The Australian. Nationwide News, 27-01-2005.
18. ↑   «Medal winner earns a break» (en anglès). Glebe and Inner City news. Nationwide News, 21-10-2004, p. 48.
19. ↑   «Paralympic flame fires athletes' hopes» (en anglès). Illawarra Mercury. Fairfax, 06-10-2000, p. 4 [Consulta: 22 juny 2012].
20. ↑  Vangelova, Luba. «Sydney spectacular – Paralympics begin with festive Opening Ceremonies» (en anglès).   CNN Sports Illustrated, 18-10-2000. Arxivat de l'original el 9 de juny 2001. [Consulta: 4 març 2012].
21. ↑   «Low-flying blimp lifts the crowd» (en anglès). The Courier Mail. Nationwide News, 19-10-2000, p. 6.
22. 1 2 3 4  Buckley, James «Medal dreams». The Queanbeyan Age, 11-04-2008 [Consulta: 4 març 2012].[Enllaç no actiu]
23. ↑   «Angie on a golden roll» (en anglès). Glebe and Inner City news, 16-09-2004, p. 64.
24. ↑  Hudson, Elizabeth. «Tanni races to gold».   BBC Sport, 23-09-2004. [Consulta: 4 març 2012].
25. ↑   «Angie Ballard is not putting too much emphasis on medals and is aiming for personal best times in Beijing.» (en anglès). Australian Broadcasting Corporation [Sydney, Australia], 14-09-2008 [Consulta: 12 novembre 2011].
26. ↑  «Aust adds silver and double bronze to medal haul» (en anglès).   ABC Grandstand Sport, 17-09-2008. [Consulta: 4 març 2012].
27. ↑  McGrath, Olivia. «Aussies sprint to golden trifecta» (en anglès).   ABC Grandstand, 17-09-2008. [Consulta: 4 març 2012].
28. ↑  McGrath, Olivia. «Francis, relay team add to gold tally» (en anglès).   ABC News, 16-09-2008. [Consulta: 23 aberil 2012].
29. ↑  «Colman narrowly misses bronze».   ABC Grandstand Sport, 16-09-2008. [Consulta: 4 març 2012].
30. ↑  Ainsworth, Robyn. «Angie Ballard grabs silver» (en anglès), 19-09-2008. [Consulta: 12 novembre 2011].
31. ↑  David Tarbotton and Ron Bendall. «Angie Ballard heads to London in form».   Athletics NSW, 29-08-2012. Arxivat de l'original el 28 de novembre de 2012. [Consulta: 31 agost 2012].
32. ↑  Murray, Oliver «Paralympics 2012: Next stop gold for Camperdown's Angie Ballard». Inner West Courier. news.com.au, 24-08-2012 [Consulta: 27 agost 2012].
33. ↑  «Angela Ballard» (en anglès). Arxivat de l'original el 22 de setembre de 2016. [Consulta: 11 setembre 2016].
34. ↑   «IPC13: Australian medal tally bolstered by Ballard and Henly». Athletics Australia, 21-07-2013 [Consulta: 23 juliol 2013]. Arxivat 2017-11-08 a Wayback Machine.
35. ↑   «IPC13: Two silver & two bronze won in Lyon». Athletics Australia, 24-07-2013 [Consulta: 24 juliol 2013]. Arxivat 2013-07-27 a Wayback Machine.
36. ↑   «IPC13: Ballard wins third SILVER» (en anglès). Athletics Australia, 26-07-2013. Arxivat 2013-07-26 at Archive.is
37. ↑  «Doha 2015».   Athletics Australia, 23-10-2015. [Consulta: 23 octubre 2015].
38. ↑  «Doha 2015» (en anglès).  Athletics Australia, 26-10-2015. [Consulta: 26 octubre 2015].
39. ↑  «Doha 2015».   Athletics Australia, 28-10-2015. [Consulta: 28 octubre 2015].
40. ↑  «Three from three for Turner as Team Australia finish with 28 medals» (en anglès).   Athletics Australia, 24 Jde juliol 2017. [Consulta: 23 juliol 2017].
41. ↑  «Paralympic World Cup results» (en anglès).   BBC Spor, 22-05-2005. [Consulta: 4 maç 2012].
42. ↑  Croker, Graham. «Tactics end Renshaw's reign» (en anglès), 18-04-2011. Arxivat de l'original el 2012-03-21. [Consulta: 27 febrer 2012].
43. ↑  «Dani Samuels and Angela Ballard gold» (en anglès).   Sportstar.com, 21-03-2011. Arxivat de l'original el 2011-03-23. [Consulta: 26 febrer 2012].
44. ↑  «2011 " Sydney Track Classic – Australia's premier athletics meet – Saturday, 18 February 2012» (en anglès).   Athletics New South Wales, 18-02-2012. Arxivat de l'original el 20 de febrer 2012. [Consulta: 26 febrer 2012].
45. ↑  «Summer Down Under – Wheelchair Sports NSW» (en anglès).   Wsnsw.org.au. Arxivat de l'original el 17 de març de 2012. [Consulta: 26 febrer 2012].
46. ↑  Lane, Rebecca. «march%202006/CommonwealthGames-Day1results.aspx Commonwealth Games – Day 1 results».   Sydney Uni Sport, 17-03-2006. [Consulta: 27 febrer 2012].[Enllaç no actiu]
47. ↑  Gardiner, James «Dawes plans to outsmart big guns» (en anglès). Newcastle Herald. Fairfax, 21-03-2006, p. 34 [Consulta: 22 juny 2012].
48. ↑  Gardiner, James «Relaxed Eliza is ready to roll rival» (en anglès). Newcastle Herald. Fairfax, 22de març 2006, p. 46.
49. ↑  «Angela Ballard wins para-1500m gold, Kurt Fearnley claims silver» (en anglès).   ABC News (Australia), 01-08-2014. [Consulta: 1r agost 2014].
50. ↑  «Angela Ballard wins para-1500m gold, Kurt Fearnley claims silver».   ABC News (Australia), 01-08-2014. [Consulta: 1r agost 2014].
51. ↑  Porter, Jonathan «Big push ends for brave quartet» (en anglès). Daily Telegraph. Nationwide News, 30-11-1998, p. 15.
52. ↑  «Australia’s Angela Ballard smashes 400m world record» (en anglès).   International Paralympic Committee, 29-05-2015. [Consulta: 31 maig 2015].
53. ↑  «IPC Athletics World Records» (PDF) (en anglès). [Consulta: 23 gener 2016].
54. 1 2  «Athletics world records tumble in Arbon» (en anglès), 05-06-2015. [Consulta: 23 gener 2016].
55. ↑  «Ballard celebrates birthday with a new WR» (en anglès). [Consulta: 15 juny 2016].[Enllaç no actiu]
56. ↑  «Team MAA 2000» (en anglès).  New South Wales, Australia:  Motor Accidents Authority, 2000. Arxivat de l'original el 1999-10-08. [Consulta: 12 novembre 2011].
57. ↑  «The Weekly Times Online» (en anglès).   Weeklytimes.com.au. Arxivat de l'original el 8 d'octubre de 2009. [Consulta: 26 febrer 2012].
58. ↑   «Her fans know she'll win gold» (en anglès). Northern District Times, 15-03-2006, p. 6.
59. ↑   «Christmas in their smiles» (en anglès). Parramatta Advertiser. Nationwide News, 07-12-2005, p. 12.
60. ↑   «Angie signs up for charity» (en anglès). Inner-West Weekly. Nationwide News, 27-09-2007, p. 4.
61. ↑  «Interview with Angie Ballard, Wheelchair athlete» (en anglès).   Sportstar.com, 28-09-2010. Arxivat de l'original el 2011-06-06. [Consulta: 26 febrer 2012].
62. ↑  Thompson, Matthew «Athletes come out swinging over student unionism» (en anglès). The Sydney Morning Herald. Fairfax, 20-04-2005 [Consulta: 27 febrer 2012].
63. ↑  «Mickle, Tallent win big at awards» (en anglés).   Athletics Australia, 15-11-2013. Arxivat de l'original el 2017-11-08. [Consulta: 14 agost 2020].
64. ↑  «Athlete of The Year» (en anglès).   Athletics Australia, 23-10-2014. Arxivat de l'original el 2014-11-06. [Consulta: 14 agost 2020].